# 271 a.C.
Il 271 a.C. (CCLXXI a.C. in numeri romani) è un anno  del III secolo a.C.

## Eventi
- Si conclude la prima guerra siriaca con Tolomeo II Filadelfo padrone di nuove terre in Siria e Fenicia
- Il console romano Curio Dentato ordina la costruzione del Canale Curiato che, deviando l'acqua del fiume Velino e facendola precipitare nel fiume Nera, genera la celebre Cascata delle Marmore.

## Nati
- Arato di Sicione, politico, militare e storico greco antico († 213 a.C.)

## Morti
- Appio Claudio Cieco, politico, letterato e militare romano (n. 350 a.C.)
- Marco Valerio Corvo, generale e politico romano (n. 371 a.C.)